# Az FC Bayern München 2014–2015-ös szezonja
Az FC Bayern München 2014–2015-ös szezonjában az előző évekhez megszokottan nagy sikerek reményét dédelgeti. Ebben a szezonban szerepel 50. alkalommal a Bundesligában a csapat, valamint 10. éve költöztek be az Allianz Arenába. A vezetőedző továbbra is Josep Guardiola. Karl Hopfner most kezdi meg az első teljes szezonját az FC Bayern München elnöki posztjában.

## A szezon
A 2014-2015-ös szezonra való felkészülést július 9-én kezdte meg az FC Bayern München a világbajnoki résztvevők nélkül. A felkészülési időszak folyamán a müncheniek megnyerték a Telekom-kupát, immár az ingyen érkező Robert Lewandowskival és Sebastian Rodeval a soraiban. Az amerikai turné során a CD Guadalajarat verte a csapat 1-0-ra a csapat a Pizzaro találatával. Oregonban augusztus 6-án viszont 2-1-es vereséget szenvedtek a bajorok az MLS All-Stars amerikai válogatott csapat elleni gálamérkőzésen, ami során 10 perc erejéig (edzés nélkül) pályára léptek a világbajnokságon játszó játékosok is.[forrás?]
Augusztus 13-án a német szuperkupa alkalmával csapott össze a Borussia Dortmund és a Bayern München, amely során 2-0-s győzelmet aratott a Borussia Dortmund hazai pályán az ekkor 6 sérült hiányával küszködő a Bayern München ellen.
A német kupa első fordulójában az SC Preussen Münster csapata otthonában aratott 4-1-es győzelmet a Bayern.
A Bundesliga 52. szezonját a Bayern München a VfL Wolfsburg elleni 2-1-es gazai győzelmével nyitotta meg augusztus 22-én. A következő bajnoki mérkőzését augusztus 30-án fogja játszani idegenben a Bayern München a Schalke 04 ellen.

## Mérkőzések

### Felkészülési időszak
| 2014. július 18. 18:30 (CEST) | MSV Duisburg           | 1 – 1               | FC Bayern München | Duisburg Nézőszám: 24.126 Játékvezető: Dr. Martin Thomsen |
| 2014. július 18. 18:30 (CEST) | Robert Lewandowski 62' | (0 – 0) Jegyzőkönyv | Schnellhardt 69'  | Duisburg Nézőszám: 24.126 Játékvezető: Dr. Martin Thomsen |

| 2014. július 27. 18:15 CEST | VfL Wolfsburg | 0 – 3       | FC Bayern München       | Imtech Arena Nézőszám: 50,000 Játékvezető: Peter Gagelmann (német) |
| 2014. július 27. 18:15 CEST |               | Jegyzőkönyv | Lewandowski 4' Rode 15' | Imtech Arena Nézőszám: 50,000 Játékvezető: Peter Gagelmann (német) |

| 2014. augusztus 1. 02:00 CEST | C.D. Guadalajara | 0 – 1               | FC Bayern München | New Jersey Nézőszám: 25.023 Játékvezető: Juan Carlos Rivero |
| 2014. augusztus 1. 02:00 CEST |                  | (0 – 1) Jegyzőkönyv | Pizarro 10'       | New Jersey Nézőszám: 25.023 Játékvezető: Juan Carlos Rivero |

| 2014. augusztus 6. 18:30 (UTC-7) | MLS All-Stars                   | 2–1    | FC Bayern München | Providence Park, Portland, Oregon Nézőszám: 21,733 Játékvezető: Jair Marrufo |
| 2014. augusztus 6. 18:30 (UTC-7) | Wright-Phillips 51' Donovan 70' | Report | Lewandowski 8'    | Providence Park, Portland, Oregon Nézőszám: 21,733 Játékvezető: Jair Marrufo |

### DFL-Szuperkupa
| 2014. augusztus 13. 18:00 (CEST) | Borussia Dortmund             | 2–0         | FC Bayern München | Signal Iduna Park, Dortmund Nézőszám: 80,667 Játékvezető: Peter Gagelmann (német) |
| 2014. augusztus 13. 18:00 (CEST) | Mkhitaryan 23' Aubameyang 62' | Jegyzőkönyv |                   | Signal Iduna Park, Dortmund Nézőszám: 80,667 Játékvezető: Peter Gagelmann (német) |

### Bundesliga
| 2014. augusztus 22. 20:30 (CEST) | FC Bayern München     | 2 – 1               | VfL Wolfsburg | Allianz Arena, München Nézőszám: 71.137 Játékvezető: Felix Zwayer (német) |
| 2014. augusztus 22. 20:30 (CEST) | Müller 37' Robben 47' | (1 – 0) Jegyzőkönyv | Olić 52'      | Allianz Arena, München Nézőszám: 71.137 Játékvezető: Felix Zwayer (német) |

| 2014. augusztus 30. 15:30 (CEST) | FC Schalke 04 | 1 – 1               | FC Bayern München | Veltins-Arena, Gelsenkirchen Nézőszám: 61.973 Játékvezető: Marco Fritz (német) |
| 2014. augusztus 30. 15:30 (CEST) | Höwedes 62'   | (0 – 1) Jegyzőkönyv | Lewandowski 10'   | Veltins-Arena, Gelsenkirchen Nézőszám: 61.973 Játékvezető: Marco Fritz (német) |

| 2014. szeptember 13. 15:30 (CEST) | FC Bayern München    | 2 – 0               | VfB Stuttgart | Allianz Arena, München Nézőszám: 71,000 Játékvezető: Thorsten Kinhöfer (német) |
| 2014. szeptember 13. 15:30 (CEST) | Götze 27' Ribéry 85' | (1 – 0) Jegyzőkönyv |               | Allianz Arena, München Nézőszám: 71,000 Játékvezető: Thorsten Kinhöfer (német) |

| 2014. szeptember 20. 15:30 (CEST) | Hamburger SV        | 0 – 0 | FC Bayern München | Imtech Arena, Hamburg Nézőszám: 57.000 Játékvezető: Christian Dingert (német) |
| 2014. szeptember 20. 15:30 (CEST) | (0 – 0) Jegyzőkönyv |       |                   | Imtech Arena, Hamburg Nézőszám: 57.000 Játékvezető: Christian Dingert (német) |

| 2014. szeptember 23. 20:00 (CEST) | FC Bayern München                       | 4 – 0               | SC Paderborn 07 | Allianz Arena, München Nézőszám: 71,000 Játékvezető: Sascha Stegemann (német) |
| 2014. szeptember 23. 20:00 (CEST) | Götze 8' 78' Lewandowski 12' Müller 85' | (2 – 0) Jegyzőkönyv |                 | Allianz Arena, München Nézőszám: 71,000 Játékvezető: Sascha Stegemann (német) |

| 2014. szeptember 27. 15:30 (CEST) | 1. FC Köln | 0 – 2               | FC Bayern München          | RheinEnergieStadion, Köln Játékvezető: 50,000 (német) |
| 2014. szeptember 27. 15:30 (CEST) |            | (0 – 1) Jegyzőkönyv | Götze 19' Halfar 66' (ög.) | RheinEnergieStadion, Köln Játékvezető: 50,000 (német) |

| 2014. október 4. 15:30 (CEST) | FC Bayern München                 | 4 – 0               | Hannover 96 | Allianz Arena, München Nézőszám: 71,000 Játékvezető: Daniel Siebert (német) |
| 2014. október 4. 15:30 (CEST) | Lewandowski 6' 38' Robben 13' 79' | (3 – 0) Jegyzőkönyv |             | Allianz Arena, München Nézőszám: 71,000 Játékvezető: Daniel Siebert (német) |

| 2014. október 18. 15:30 (CEST) | FC Bayern München                                      | 6 – 0               | SV Werder Bremen | Allianz Arena, München Nézőszám: 71,000 Játékvezető: Bastian Dankert (német) |
| 2014. október 18. 15:30 (CEST) | Lahm 20' 79' Alonso 27' Müller 43' (ti.) Götze 45' 86' | (4 – 0) Jegyzőkönyv |                  | Allianz Arena, München Nézőszám: 71,000 Játékvezető: Bastian Dankert (német) |

| 2014. október 26. 15:30 (CEST) | Borussia Mönchengladbach | ? – ? | FC Bayern München | Borussia-Park Stadion, Mönchengladbach Játékvezető: (német) |
| 2014. október 26. 15:30 (CEST) | (? – ?) [ Jegyzőkönyv]   |       |                   | Borussia-Park Stadion, Mönchengladbach Játékvezető: (német) |

| 2014. november 1. 18:30 (CEST) | FC Bayern München      | ? – ? | Borussia Dortmund | Allianz Arena, München Játékvezető: (német) |
| 2014. november 1. 18:30 (CEST) | (? – ?) [ Jegyzőkönyv] |       |                   | Allianz Arena, München Játékvezető: (német) |

### Német-kupa
| 2014. augusztus 17. 16:00(CEST) | SC Preußen Münster                | 1 – 4       | FC Bayern München                          | Preußen-Stadion, Münster Nézőszám: 16.797 Játékvezető: Guido Winkmann (német) |
| 2014. augusztus 17. 16:00(CEST) | Krohne 89' (ti.) Heitmeier 90'+1′ | Jegyzőkönyv | Götze 19' Müller 29' Alaba 52' Pizarro 74' | Preußen-Stadion, Münster Nézőszám: 16.797 Játékvezető: Guido Winkmann (német) |

| 2014. október 28. | Hamburger SV | 1 – 3               | FC Bayern München                   | Imtech Arena, Hamburg |
| 2014. október 28. | Lasogga 85'  | (? – ?) Jegyzőkönyv | Lewandowski 6' Alaba 44' Ribéry 55' | Imtech Arena, Hamburg |

| 2015. március 4. 20:30 (CEST) |

| Bayern München      | 2–0               | Eintracht Braunschweig (II.) |
| ------------------- | ----------------- | ---------------------------- |
| Alaba 45' Götze 57' | (1–0) Jegyzőkönyv |                              |

| Allianz Arena, München Nézőszám: 75 000 Játékvezető: Dr. Jochen Drees (német) |

| 2015. április 8. 20:30 (CEST) |

| Bayer Leverkusen               | 0–0 (h. u.)                 | Bayern München                         |
| ------------------------------ | --------------------------- | -------------------------------------- |
|                                | (0-0, 0–0, 0–0) Jegyzőkönyv |                                        |
| Büntetőpárbaj                  |                             |                                        |
| Drmić Bender Castro Çalhanoğlu | 3–5                         | Müller Lewandowski Alonso Götze Thiago |

| BayArena, Leverkusen Nézőszám: 30 210 Játékvezető: Felix Zwayer (német) |

| 2015. április 28. 20:30 (CEST) |

| Bayern München          | 1–1 (h. u.)                 | Borussia Dortmund              |
| ----------------------- | --------------------------- | ------------------------------ |
| Lewandowski 29'         | (1-0, 1–1, 1–1) Jegyzőkönyv | Aubameyang 75' Kampl 90′, 108′ |
| Büntetőpárbaj           |                             |                                |
| Lahm Alonso Götze Neuer | 0–2                         | Gündoğan Kehl Hummels          |

| Allianz Arena, München Nézőszám: 75 000 Játékvezető: Peter Gagelmann (német) Asszisztensek: Sven Jablonski, Thomas Gorniak |

### UEFA Bajnokok-ligája

#### Csoportkör
| Csapat          | M | Gy | D | V | G+ | G– | Gk  | P  |
| --------------- | - | -- | - | - | -- | -- | --- | -- |
| Bayern München  | 6 | 5  | 0 | 1 | 16 | 4  | +12 | 15 |
| Manchester City | 6 | 2  | 2 | 2 | 9  | 8  | +1  | 8  |
| AS Roma         | 6 | 1  | 2 | 3 | 8  | 14 | –6  | 5  |
| CSZKA Moszkva   | 6 | 1  | 2 | 3 | 6  | 13 | –7  | 5  |

|                 | BAY | MAN | MOS | ROM |
| --------------- | --- | --- | --- | --- |
| Bayern München  |     | 1–0 | 3–0 | 2–0 |
| Manchester City | 3–2 |     | 1–2 | 1–1 |
| CSZKA Moszkva   | 0–1 | 2–2 |     | 1–1 |
| AS Roma         | 1–7 | 0–2 | 5–1 |     |

| 2014. szeptember 17. 20:45 |

| Bayern München | 1–0               | Manchester City |
| -------------- | ----------------- | --------------- |
| Boateng 90'    | (0–0) Jegyzőkönyv |                 |

| Allianz Arena, München Játékvezető: Alberto Undiano Mallenco (spanyol) |

| 2014. szeptember 30. 18:00 |

| CSZKA Moszkva | 0–1               | Bayern München        |
| ------------- | ----------------- | --------------------- |
|               | (0–1) Jegyzőkönyv | Müller 22' (11-esből) |

| Arena Khimki, Khimki Játékvezető: William Collum (skót) |

| 2014. október 21. 20:45 |

| AS Roma      | 1–7               | Bayern München                                                                       |
| ------------ | ----------------- | ------------------------------------------------------------------------------------ |
| Gervinho 66' | (0–5) Jegyzőkönyv | Robben 9' 30' Götze 23' Lewandowski 25' Müller 36' (11-esből) Ribéry 78' Shaqiri 80' |

| Stadio Olimpico, Róma Játékvezető: Jonas Eriksson (svéd) |

| 2014. november 5. 20:45 |

| Bayern München       | 2–0               | AS Roma |
| -------------------- | ----------------- | ------- |
| Ribéry 38' Götze 64' | (1–0) Jegyzőkönyv |         |

| Allianz Arena, München Játékvezető: Cüneyt Çakır (török) |

| 2014. november 25. 20:45 |

| Manchester City                 | 3–2               | Bayern München             |
| ------------------------------- | ----------------- | -------------------------- |
| Agüero 22' (11-esből) 85' 90+1' | (1–2) Jegyzőkönyv | Alonso 40' Lewandowski 45' |

| City of Manchester Stadion, Manchester Játékvezető: Pavel Královec (cseh) |

| 2014. december 10. 20:45 |

| Bayern München                           | 3–0               | CSZKA Moszkva |
| ---------------------------------------- | ----------------- | ------------- |
| Müller 18' (11-esből) Rode 84' Götze 90' | (1–0) Jegyzőkönyv |               |

| Allianz Arena, München Játékvezető: Olegário Benquerença (portugál) |

#### Egyenes kieséses szakasz

##### Nyolcaddöntő
| 2015. február 17. 20:45 |

| Sahtar Doneck | 0–0         | Bayern München |
| ------------- | ----------- | -------------- |
|               | Jegyzőkönyv |                |

| Olympic Stadium, Kijev Nézőszám: 34 187 Játékvezető: Alberto Undiano Mallenco (spanyol) |

Az FC Bayern München jutott tovább 7–0-s összesítéssel.

##### Negyeddöntő
| 2015. április 15. 20:45 |

| FC Porto                                | 3–1               | Bayern München |
| --------------------------------------- | ----------------- | -------------- |
| Quaresma 3' (11-esből) 10' Martínez 65' | (2–1) Jegyzőkönyv | Thiago 28'     |

| Estádio do Dragão, Porto Nézőszám: 50 092 Játékvezető: Carlos Velasco Carballo (spanyol) |

| 2015. április 21. 20:45 |

| Bayern München                                                   | 6–1               | FC Porto     |
| ---------------------------------------------------------------- | ----------------- | ------------ |
| Thiago 14' Boateng 22' Lewandowski 27' 40' Müller 36' Alonso 88' | (5–0) Jegyzőkönyv | Martínez 73' |

| Allianz Arena, München Nézőszám: 70 000 Játékvezető: Martin Atkinson (angol) |

Az FC Bayern München jutott tovább 7–4-es összesítéssel.

##### Elődöntő
| 2015. május 6. 20:45 |

| FC Barcelona                     | 3–0               | Bayern München |
| -------------------------------- | ----------------- | -------------- |
| Messi 77' Messi 80' Neymar 90+4' | (0-0) Jegyzőkönyv |                |

| Camp Nou, Barcelona Nézőszám: 95,639 Játékvezető: Nicola Rizzoli (ITA) |

| 2015. május 12. 20:45 |

| Bayern München                         | 3–2               | FC Barcelona   |
| -------------------------------------- | ----------------- | -------------- |
| Benatija 7' Lewandowski 59' Müller 74' | (1–2) Jegyzőkönyv | Neymar 15' 29' |

| Allianz Arena, München Játékvezető: Mark Clattenburg (angol) |

Az FC Bayern München kiesett 3–5-ös összesítéssel, az FC Barcelona jutott tovább.

## Eredmények
Az FC Bayern München a 2014-2015-ös szezonban elért eredményei:
| Bajnokság            | Helyezés  |
| -------------------- | --------- |
| DFL Szuperkupa       | Második   |
| Bundesliga           | Bajnok    |
| DFB Pokal            | Elődöntős |
| UEFA-bajnokok ligája | Elődöntős |

## Keret
2014. szeptember 1.
Kölcsönszerződés
| # |          | Poszt | Név                                                            |
| - | -------- | ----- | -------------------------------------------------------------- |
|   | GER      | V     | Jan Kirchhoff (az FC Schalke 04 csapatánál, 2015 június 30-ig) |
|   | amerikai | KP    | Julian Green (a Hamburger SV csapatánál, 2015 június 30-ig)    |

|  |

## Átigazolások
Nyári átigazolási időszak
| #  |         | Poszt | Név                                          |
| -- | ------- | ----- | -------------------------------------------- |
| 9  | lengyel | CS    | Robert Lewandowski (az Borussia Dortmundtól) |
| 20 | német   | CS    | Sebastian Rode (az Eintracht Frankfurttól)   |
| 18 | spanyol | V     | Juan Bernat (a Valencia CF-től)              |
| 23 | spanyol | K     | Pepe Reina (a Liverpool FC-től)              |
| 5  | Marokkó | V     | Mehdi Benatija (az AS Romától)               |
| 3  | spanyol | KP    | Xabi Alonso (a Real Madrid-tól)              |

| #  |         | Poszt | Név                                          |
| -- | ------- | ----- | -------------------------------------------- |
| 9  | lengyel | CS    | Robert Lewandowski (az Borussia Dortmundtól) |
| 20 | német   | CS    | Sebastian Rode (az Eintracht Frankfurttól)   |
| 18 | spanyol | V     | Juan Bernat (a Valencia CF-től)              |
| 23 | spanyol | K     | Pepe Reina (a Liverpool FC-től)              |
| 5  | Marokkó | V     | Mehdi Benatija (az AS Romától)               |
| 3  | spanyol | KP    | Xabi Alonso (a Real Madrid-tól)              |

| #  |         | Poszt | Név                                         |
| -- | ------- | ----- | ------------------------------------------- |
|    | osztrák | V     | Benno Schmitz (az Red Bull Salzburgba)      |
|    | osztrák | CS    | Kevin Friesenbichler (az SL Benficába)      |
| 5  | belga   | V     | Daniel Van Buyten (visszavonult)            |
| 32 | német   | CS    | Lukas Raeder (a Vitória FC-be)              |
|    | német   | CS    | Raif Husic (a Werder Bremen II-be)          |
|    | osztrák | KP    | Alessandro Schöpf (az 1. FC Nürnberg II-be) |
| 9  | horvát  | CS    | Mario Mandžukić (az Atlético de Madridba)   |
| 39 | német   | KP    | Toni Kroos (a Real Madridba)                |
| 26 | német   | V     | Diego Contento (az Girondins de Bordeauxba) |

| #  |         | Poszt | Név                                         |
| -- | ------- | ----- | ------------------------------------------- |
|    | osztrák | V     | Benno Schmitz (az Red Bull Salzburgba)      |
|    | osztrák | CS    | Kevin Friesenbichler (az SL Benficába)      |
| 5  | belga   | V     | Daniel Van Buyten (visszavonult)            |
| 32 | német   | CS    | Lukas Raeder (a Vitória FC-be)              |
|    | német   | CS    | Raif Husic (a Werder Bremen II-be)          |
|    | osztrák | KP    | Alessandro Schöpf (az 1. FC Nürnberg II-be) |
| 9  | horvát  | CS    | Mario Mandžukić (az Atlético de Madridba)   |
| 39 | német   | KP    | Toni Kroos (a Real Madridba)                |
| 26 | német   | V     | Diego Contento (az Girondins de Bordeauxba) |

Téli átigazolási időszak
| # |  | Poszt | Név |
| - |  | ----- | --- |

| # |  | Poszt | Név |
| - |  | ----- | --- |

| # |  | Poszt | Név KP Pierre-Emile Højbjerg(FC Augsburgba) |
| - |  | ----- | ------------------------------------------- |

| # |  | Poszt | Név KP Pierre-Emile Højbjerg(FC Augsburgba) |
| - |  | ----- | ------------------------------------------- |

## Mezek
| Hazai | Idegenbeli | Harmadik (BL) |  | Kapus |  | Kapus II. |  | Kapus III. |  | Kapus IIII. |

## FC Bayern München II
Az FC Bayern München II a jelenleg a Bayern Regionalligaban (negyedosztály) szerepel. Edzője a holland Erik ten Hag.
2014. augusztus 28.
| #  |         | Poszt | Név                   |
| -- | ------- | ----- | --------------------- |
| 1  | osztrák | K     | Ivan Lucic            |
| 2  | német   | V     | Herbert Paul          |
| 3  | német   | V     | Philipp Steinhart     |
| 4  | német   | V     | Stefan Buck           |
| 5  | német   | V     | Edwin Schwarz         |
| 6  | német   | KP    | Rico Strieder         |
| 7  | német   | CS    | Tobias Schweinsteiger |
| 8  | osztrák | V     | Ylli Sallahi          |
| 9  | német   | CS    | Gerrit Wegkamp        |
| 10 | német   | CS    | Bastian Fischer       |
| 11 | német   | CS    | Patrick Weihrauch     |
| 12 | német   | K     | Andreas Rössl         |
| 13 | német   | V     | Giuseppe Leo          |

| #  |         | Poszt | Név                 |
| -- | ------- | ----- | ------------------- |
| 14 | francia | KP    | Steeven Ribéry      |
| 15 | német   | V     | Matthias Strohmaier |
| 16 | görög   | KP    | Angelos Oikonomou   |
| 17 | német   | KP    | Lukas Görtler       |
| 18 | német   | KP    | Kodjovi Koussou     |
| 19 | német   | KP    | Sebastian Bösel     |
| 20 | német   | KP    | Nikola Jelisić      |
| 21 | USA     | KP    | Julian Green        |
| 22 | német   | KP    | Ricardo Basta       |
| 23 | német   | KP    | Alexander Sieghart  |
| 24 | osztrák | V     | Patrick Puchegger   |
| 25 | német   | K     | Leopold Zingerle    |
| 26 | német   | CS    | Lennart Ingmann     |

## Lásd még
- 2014–2015-ös Bundesliga
- 2014–2015-ös DFB-Pokal
- 2014–2015-ös UEFA-bajnokok ligája
- 2014-es német labdarúgó-szuperkupa